# Rocha (tỉnh)
Rocha là một tỉnh của Uruguay, giáp biên giới với bang Rio Grande do Sul của Brasil và Đại Tây Dương. Tỉnh này có diện tích
10.551 km², dân số là 69.937 người. Tỉnh lỵ đóng ở Rochalà một Rocha.

## Thông tin dân số
Theo điều tra dân số năm 2004, có 69.937 người và 24.834 hộ trong tỉnh này. Số người bình quân mỗi hộ là 2,8. Cứ mỗi 100 nữ giới, có 98,2 nam giới.
- Tỷ lệ tăng dân số: -0.028% (2004)
- Tỷ lệ sinh: 14,34 số người được sinh/1000 người (2004)
- Tỷ lệ tử vong: 10,63 số người chết/1000 người
- Tuổi bình quân: 34,0 (32,8 Nam giới, 35,0 Nữ giới)
- Tuổi thọ bình quân(2004):

- Tỷ lệ con/bà mẹ: 2,18 con/bà mẹ
- Thu nhập đầu người ở thành thị (các thành phố có 5.000 người hoặc hơn): 4.229,4 peso/tháng

### Các trung tâm đô thị chính
(Các thị xã hoặc các thành phố với 1000 dân đăng ký hoặc hơn -  số liệu từ cuộc điều tra dân số năm 2004, trừ phi nêu khác đi)
| Thành phố/Thị xã       | Dân số       |
| ---------------------- | ------------ |
| Castillos              | 7.346 (1996) |
| Cebollatí              | 1.490 (1996) |
| Chuy                   | 9.804 (1996) |
| Dieciocho de Julio     | 1.139 (1996) |
| La Aguada - Costa Azul | 1.125 (1996) |
| La Paloma              | 3.084 (1996) |
| Lascano                | 7.134 (1996) |
| Rocha                  | 26.058       |
| Velázquez              | 1.018 (1996) |

Bản mẫu:Departments of Uruguay